# Дискография Photek
В активе музыканта, продюсера, диджея и владельца нескольких лейблов Руперта Паркса, более известного под псевдонимом Photek, три альбома, около сотни EP и синглов и полусотни ремиксов. До подписания контракта с мейджор-лейблом Virgin Records Паркс издавался на множестве инди-лейблов с разной стилистической направленностью, нюансы звучания для которых подчёркивались использованием разных псевдонимов, среди которых Studio Pressure, Aquarius, The Sentinel и другие. После договора с Virgin в 1996 году имя Photek, ставшее к тому времени основным, могло использоваться только для релизов на этом мейджоре, а для релизов же на независимых лейблах был введён новый псевдоним Special Forces. Так или иначе, работы под всеми этими именами отражают творческий путь одного и единственного Руперта Паркса, который сегодня у большинства ассоциируется именно с псевдонимом Photek, благодаря таким классическим работам как The Hidden Camera и Ni-Ten-Ichi-Ryu из мини-альбома «Risc vs Reward», а также долгоиграющим альбомам «Modus Operandi», «Form & Function», «Solaris» и хиту номер один Национального танцевального чарта США — «Mine To Give». На этой странице представлена полная дискография Руперта Паркса.

## Избранное
- Risc vs Reward, 1997, Astralwerks
- Modus Operandi, 1997, Science Records
- Form & Function, 1998, Science Records
- Solaris, 2000, Science Records
- Mine To Give, 2001, Science Records

## Полная дискография

### Синглы и EP
- выборочно (в разработке) -
- Lethal Weapon — Synthetics (1993, Certificate 18)
- Street Beats Vol. 1 — The Truper (1994, Street Beats)
- Street Beats Vol. 2 — The Truper (1994, Street Beats)
- Street Beats Vol. 3 — The Truper (1994, Street Beats)
- Dolphin Tune / Aquatic — Aquarius (1994, Good Looking)
- Form & Function Vol. 1 — Studio Pressure (1994, Photek)
- Form & Function Vol. 2 — Studio Pressure (1994, Photek)
- The Physical / Touching Down… Planet Photek — Studio Pressure (1994, Photek)
- The Water Margin / Fusion — Studio Pressure (1995, Photek)
- The Seven Samurai / Complex — Photek (1995, Photek)
- Natural Born Killa — Photek (июнь 1995, Metalheadz)
- U.F.O. / Rings Around Saturn — Photek (март 1996, Photek)
- Still Life / The Rain — Photek Remixes — Goldie vs Photek (май 1996, Razors Edge)
- T'raenon — Photek (20 мая 1996, Op-ART)

- The Hidden Camera — Photek (3 июня 1996, Science) — К альбому «Modus Operandi».
- The Third Sequence / Titan — Photek (2 декабря 1996, Astralwerks) — К альбому «Wipeout XL», ограниченный тираж.
- Ni-Ten-Ichi-Ryu — Photek (24 марта 1997, Science Records) — К альбому «Modus Operandi».
- Risc vs Reward — Photek (22 июля 1997, Astralwerks) — Объединяет в себе «The Hidden Camera» и «Ni-Ten-Ichi-Ryu».
- Modus Operandi — Photek (2 февраля 1998, Science Records) — К одноименному альбому.
- Special Forces / Propaganda — Special Forces (21 декабря 1998, Photek Productions)
- Something Else… The Bleeps Tune — Special Forces (15 ноября 1999, Photek Productions)
- Lethal Vol. 1 — Special Forces vs Peshay (24 апреля 2000, Photek Productions)
- Terminus — Photek (28 августа 2000, Science) — К альбому «Solaris».
- Lethal Vol. 2 — Special Forces (29 января 2001, Photek Productions)
- Mine To Give — Photek feat. Robert Owens (5 февраля 2001, Astralwerks/Science/Rise) — К альбому «Solaris».
- Miracle / What I Need — Special Forces (16 сентября 2002, Photek Records)
- The End / Babylon — Special Forces feat. Robert Owens (16 сентября 2002, Photek Records)
- Sidewinder / The End (Remix) — Special Forces feat. Robert Owens (14 апреля 2003, Photek Records)
- We Got Heat — Photek presents Choc Ty feat. Chiara (10 ноября 2003, 51st State Entertainment)
- Dirty / Satisfy — Special Forces (15 декабря 2003, Metalheadz)
- MDZ.04 Album Sampler — Photek (25 октября 2004, Metalheadz) — К альбому «MDZ.04».
- No Joke / Baltimore — Photek & Fabio (8 ноября 2004, Photek Records)
- Rinsa / Babylon VIP — Special Forces (15 ноября 2004, TekDBZ)
- Fake I.D. / Mercury — Photek & Teebee (13 июня 2005, Photek Records)
- Ni Ten Ichi Ryu / Sidewinder — Remixes — Photek vs Special Forces (27 марта 2006, Photek Records)
- Baltimore (Tech Freaks Remix) / Man Down — Photek, Technical Itch & Teebee (май 2006, Photek Records)

### Альбомы
- Modus Operandi — Photek (8 сентября 1997, Science/Astralwerks) — Дебютный альбом.
- Form & Function — Photek (14 сентября 1998, Science/Astralwerks) — Коллекция ранних синглов и ремиксов на них.
- Solaris — Photek (18 сентября 2000, Science/Astralwerks) — Второй полноценный альбом.
- Form & Function Pt. 2 — Photek (лето 2006, Photek Records) — На завершающей стадии.

### Диджей-миксы
- Pole Position Mix — Photek (сентябрь 2003, Knowledge) — Бесплатное приложение к журналу.

### Саундтреки
Также смотрите фильмографию в основной статье.
- Wipeout 2097 (30 сентября 1996, Virgin) — Саундтрек к одноимённой видеоигре, в США известной под названием «Wipeout XL».

The Third Sequence — Photek
Titan — Photek
- City Of Industry — Soundtrack (11 марта 1997, Quango) — Официальный саундтрек к триллеру «Зона преступности».

The Hidden Camera (Static Mix) — Photek
- Six Feet Under (5 марта 2002, Universal) — Официальный саундтрек к телесериалу компании HBO «Клиент всегда мёртв».

Six Feet Under Title Theme (Photek Remix) — Thomas Newman
- Six Feet Under Title Theme Remixed (5 марта 2002, Universal) — Промо саундтрека «Six Feet Under».

Six Feet Under Title Theme (Photek Club Remix) — Thomas Newman
- Signs (30 июля 2002, Hollywood) — Промосаундтрека к мистическому триллеру Мэла Гибсона «Знаки».

Signs (Photek Remix) — James Newton Howard
Signs (Photek Club Remix) — James Newton Howard
- The Animatrix — The Album (2 июня 2003, Maverick) — Официальный саундтрек к «Аниматрице».

Ren 2 — Photek
- Wipeout Pure (10 октября 2005, Distinct'ive) — Официальный саундтрек к одноимённой видеоигре.

C-Note (Instrumental Mix) — Photek

### Совместные записи
- Miles From Home — Peshay (5 июля 1999, Blue Island)

P vs P — Peshay vs Photek
- As If To Nothing — Craig Armstrong (1 апреля 2002, Melankolic)

Hymn 2 — Craig Armstrong feat. Photek
- Thunder / Collision Course — DJ Die (14 декабря 2004, Full Cycle)

Thunder — Photek & DJ Die feat. Hollie G
- Distort Yourself — Institute (13 сентября 2005, Interscope)

Bullet-Proof Skin — Institute feat. Photek
- Farenheit 215 — Mental Sharp (27 марта 2006, TekDBZ)

Farenheit 215 — Mental Sharp feat. Photek

### Ремиксы
- Star Chasers (Photek Remix) — 4 Hero (1998, Talkin' Loud)
- Blueprint (Photek Remix) — Attica Blues (1995, MoWax)
- I Miss You (Photek Mix) — Björk (1996, One Little Indian)
- I’m Afraid Of Americans (V5 — remixed by Photek) — David Bowie (1997, Virgin)
- Pony Ride (Photek Remix) — Bumblebeez 81 (2004, Modular)
- Mama Mia (Photek Remix) — Deadly Hunta (2006, TekDBZ)
- Spacefunk (Special Forces Remix) — Digital (2001, Timeless)
- Thugged Out Bitch (Photek Remix) — Dillinja (2002, Valve) — Дабплейт.
- Blue Flowers (Secondary Diagnostic Mix by Photek) — Dr. Octagon (1996, MoWax)
- Believe (Photek Remix) — E-Z Rollers (1996, Moving Shadow)
- Rolled Into 1 (Photek Remix) — E-Z Rollers (1996, Moving Shadow)
- Everything (Photek D&B Mix) — Everything But The Girl (2003, Atlantic)
- Single (Photek Remix) — Everything But The Girl (1996, Virgin)
- Total Job (Photek Remix) — The Faint (2003, Astralwerks)
- Believe (Photek Mix) — Goldie (1998, FFRR)
- Inner City Life (Baby Boys — remixed by Goldie & Photek) — Goldie (1995, FFRR)
- Still Life (Photek Remix) — Goldie (1996, Razors Edge)
- Signs (Photek Club Remix) — James Newton Howard (2002, Hollywood)
- Signs (Photek Remix) — James Newton Howard (2002, Hollywood)
- Lords Of The Null-Lines (Photek Remix) — Hyper-On Experience (2004, Moving Shadow) — Дабплейт.
- Inta (Special Forces Remix) — Inta Warriors (2000, Prototype)
- Subway (Photek Remix) — J Majik (1999, Infrared)
- Ever So Lonely (Photek Dub) — Jakatta (2002, Rulin)
- Ever So Lonely (Photek Remix) — Jakatta (2002, Rulin)
- They (Photek Mix) — Jem (2005, Crazy Wise)
- 2 Of Us (Photek Remix) — Jonny L (1996, XL Recordings)
- Silent Weapons (Photek Remix) — Klute (1998, Certificate 18)
- Alien (Photek Remix) — Lamb (1999, Fontana)
- Groove Therapy (Photek Remix) — Lexis meets Universal (1999, Certificate 18)
- Different Drum (Photek Tek-Dub Remix) — London Elektricity feat. Robert Owens (2003, Hospital)
- How You Make Me Feel (Photek Remix) — M.I.S.T. (2003, 31)
- Six Feet Under Title Theme (Photek Club Remix) — Thomas Newman (2002, Universal)
- Six Feet Under Title Theme (Photek Remix) — Thomas Newman (2002, Universal)
- The Hand That Feeds (Photek Dub Instrumental) — Nine Inch Nails (2005, Interscope)
- The Hand That Feeds (Photek Straight Mix) — Nine Inch Nails (2005, Interscope)
- The Hand That Feeds (Photek Ruff Mix) — Nine Inch Nails (2005, Interscope)
- Anywhere (Photek Tekdub Remix) — Beth Orton (2002, Heavenly) — Только на промо.
- Less Worse (Photek Remix) — Paradox (2000, Sonica) — Так и не издан.
- Just A Feeling (Photek Remix) — Peshay (2000, Hard Leaders) — Так и не издан.
- Blow Wind Blow (Photek Tek Dub) — Rairbirds (2001, R-Air)
- Tired Of Being Sorry (Photek Remix) — Ringside (2005, Geffen)
- Tired Of Being Sorry (Photek Tekdub Remix) — Ringside (2005, Geffen)
- Phyzical (Vintage Remix by Ray Keith and Photek) — Roni Size (1995, V Recordings)
- Brown Paper Bag (Photek Remix) — Roni Size & Reprazent (1997, Talkin' Loud)
- Nature (Photek Dub Mix) — Shy FX & T-Power feat. Elephant Man (2004, Ebony)
- Nature (Photek Vocal Mix) — Shy FX & T-Power feat. Elephant Man (2004, Ebony)
- Cool (Photek DJ Mix) — Gwen Stefani (2005, Interscope)
- Cool (Photek Remix) — Gwen Stefani (2005, Interscope)
- Loose (Photek Remix) — Therapy? (1995, A&M)
- Ready She Ready (Photek Remix) — Tubby T (2004, 51st State Entertainment)
- So Blue It’s Black (Peshay vs Photek Mix) — The Underwolves (2000, Blue Island)
- Destiny (Photek Remix) — Zero 7 (2001, Ultimate Dilemma)

## Дискография Photek в Японии
Традиционно японские издания зарубежной музыки идут с дополнительными треками, так называемыми «бонусами», отсутствующими в оригинальных релизах, и поэтому так ценятся многими коллекционерами, несмотря на обычно более высокую цену этих изданий.
Здесь представлена полная японская дискография Photek (в кандзи: フォーテック), который издавался локальным подразделением Virgin Records. Звёздочками (*) отмечены бонусы.

### The Hidden Camera
В кандзи: ザ・ヒドゥン・カメラ; каталожный номер: VJCP-18002, 4988006726826; выпущен: 26 февраля 1997.
1. K.J.Z (7:49)
2. The Hidden Camera (6:49)
3. The Hidden Camera (Static Mix) (6:19)
4. Hybrid (5:18)
5. Ni Ten Ichi Ryu (5:58) *
6. The Fifth Column (7:08) *

Японская версия миньона «The Hidden Camera» в качестве бонуса включает в себя сингл «Ni-Ten-Ichi-Ryu», и таким образом представляет собой аналог мини-альбома «Risc vs Reward», который был выпущен летом 1997 года в США на Astralwerks.

### Modus Operandi
В кандзи: モーダス・オペランディ; каталожный номер: VJCP-25337, 4988006732780; выпущен: 3 сентября 1997.
1. The Hidden Camera (6:49)
2. Smoke Rings (6:28)
3. Minotaur (5:18)
4. Aleph 1 (8:43)
5. 124 (7:01)
6. Axiom (6:01)
7. Trans 7 (7:51)
8. Modus Operandi (7:02)
9. KJZ (7:49)
10. The Fifth Column (7:10)
11. Ni Ten Ichi Ryu (5:57) *

Японский «Modus Operandi» вышел на пять дней раньше, чем во всём мире, а также содержит бонус-трек Ni-Ten-Ichi-Ryu.

### Form & Function
В кандзи: フォーム・アンド・ファンクション; каталожный номер: VJCP-25414, 4988006755710; выпущен: 23 сентября 1998.
1. The Seven Samurai (Photek Remix) (6:59)
2. The Lightening (Digital Remix) (5:50)
3. Rings Around Saturn (Peshay & Decoder Remix) (8:02)
4. The Margin '98 (Doc Scott Remix) (6:54)
5. Resolution (Photek Remix) (6:39)
6. UFO (J Majik Remix) (6:15)
7. Knitevision (6:40)
8. Santiago (6:09)
9. The Seven Samurai (6:51)
10. Rings Around Saturn (7:24)
11. The Water Margin (5:29)
12. UFO (6:16)

Альбом «Form & Function», выпущенный в Японии, ничем не отличается от американских и европейских изданий.

### Solaris
В кандзи: ソラリス; каталожный номер: VJCP-68245, 4988006784680; выпущен: 20 сентября 2000.
1. Terminus (5:27)
2. Junk (5:28)
3. Glamourama (5:30)
4. Mine To Give (6:42)
5. Can't Come Down (6:59)
6. Infinity (8:31)
7. Solaris (5:12)
8. Aura (0:48)
9. Halogen (4:39)
10. DNA (5:47) *
11. Lost Blue Heaven (2:16)
12. Under The Palms (2:36)

В японском издании альбома «Solaris» присутствует дополнительный трек DNA, который изначально вышел на британском семплере альбома — «Terminus».